# 2021 en rugby à XV
Cette page présente les faits marquants de l'année 2021 en rugby à XV : les principales compétitions et événements liés au rugby à XV et rugby à sept ainsi que les décès de grandes personnalités de ces sports.

## Principales compétitions
- Coupe d'Europe (du 12 décembre 2020 au 22 mai 2021)
- Challenge européen (du 11 décembre 2020 au 21 mai 2021)
- Championnat d'Angleterre (du 21 novembre au 2020 au 26 juin 2021)
- Championnat de France (du 4 septembre 2020 au 25 juin 2021)
- Pro14 (du 2 octobre 2020 au 27 mars 2021)
- Coupe d'Angleterre
- Super Rugby  (du 19 février au 19 juillet 2021)
- Currie Cup
- Mitre 10 Cup
- The Rugby Championship  (du 14 août au 2 octobre 2021)
- Tournoi des Six Nations (du 6 février au 20 mars 2021)

## Événements

### Janvier
Le gouvernement demande officiellement aux clubs français de ne pas jouer les Coupe d'Europe en janvier.[pourquoi ?][réf. nécessaire]
Un projet de tournoi des six nations disputé intégralement en France voit le jour. Un temps annoncé en PACA puis à la Défense-Arena de Nanterre, le tournoi se déroulera finalement dans sa version normale, à huis clos.[réf. nécessaire]
Le Royaume-Uni envisage de délocaliser la tournée des Lions en Afrique du Sud sur le sol britannique afin de pouvoir jouer dans des stades pleins, l'Afrique du Sud devant lutter contre le variant sud-africain.[réf. nécessaire]
Il est mis un terme aux phases de poule de la Coupe d'Europe de rugby. Des phases finales au printemps sont envisagées avec la mise en place de huitième de finale.[réf. nécessaire]
Un fonds de pension américain envisage de racheter les All Blacks[réf. nécessaire]
Les tournois des six nations féminin et U20 sont reportés sine die compte-tenu de la pandémie de Covid-19.[réf. nécessaire]

### Février
- 2 février : Roxana Maracineanu, ministre des sports, autorise la tenue du tournoi des 6 nations 2021 dans les conditions sanitaires précisées par la FFR [1].

### Mars
- 26 mars : Le pays de Galles remporte le Tournoi des Six Nations grâce à la défaite du XV de France (27 à 23) face à l'équipe d'Écosse.

### Mai
- 21 mai : Les Français du Montpellier Hérault rugby remportent la Challenge Cup en s'imposant 18 à 17 face aux Anglais du Leicester Tigers.
- 22 mai : Au Stade de Twickenham de Londres, le Stade toulousain s'impose 22 à 17 face au Stade rochelais et gagne la Coupe d'Europe pour la 5e fois de l'histoire, établissant ainsi un nouveau record.
- 23 mai : Les Panasonic Wild Knights sont sacrés champions du Japon pour la sixième fois après s'être imposés en finale à Tokyo sur le score de 31 à 26 face aux Suntory Sungoliath.
- 30 mai : Valladolid RAC est sacré champion d'Espagne pour la 10e fois après sa victoire en finale 19-13 contre le Club Alcobendas rugby.

### Juin
- 2 juin : Le Rugby Rovigo est sacré champion d'Italie en l'emportant 23 à 20 face au Petrarca Padoue.
- 5 juin : Perpignan est sacré champion de France de deuxième division en s'imposant lors de la finale disputée au GGL Stadium de Montpellier sur le score de 33 à 14 face au Biarritz olympique.
- 25 juin : Quelques semaines après leur victoire en Coupe d'Europe les Toulousain s'imposent à nouveau contre le Stade rochelais, cette fois en finale du Top14, sur le score de 18 à 8.
- Du 26 juin au 7 août : Tournée des Lions britanniques et irlandais à Édimbourg et en Afrique du Sud.

### Juillet
- Du 7 juillet au 17 juillet : Tournée de l'équipe de France en Australie. L'Australie remporte la série lors du troisième match, conclu sur le score de 33 à 30, après les deux premiers : 23 – 21 pour l'Australie puis 26 – 28 pour la France.

### Octobre
- Du 23 octobre au 20 novembre : Tournée de l'équipe de Nouvelle-Zélande aux États-Unis et en Europe.

### Décembre
- 10 décembre : Le Français Antoine Dupont est élu meilleur joueur du monde lors des Prix World Rugby.

## Principaux décès
| Janvier Cette section est vide, insuffisamment détaillée ou incomplète. Votre aide est la bienvenue ! Comment faire ? |  | - 3 février : décès à 71 ans de Jean-Pierre Bastiat, joueur de rugby à XV français - 22 février : décès à 55 ans de Gary Halpin, joueur de rugby à XV irlandais |  | - 15 mars : décès à 88 ans de Henri Rancoule, joueur de rugby à XV français |  | - 11 avril : décès à 79 ans de Marco Bollesan, joueur de rugby à XV italien - 11 avril : décès à 54 ans de Massimo Cuttitta, joueur de rugby à XV italien - 16 avril : décès à 80 ans de John Dawes, joueur de rugby à XV gallois |  | - 16 mai : décès à 85 ans de Jean de Grégorio, joueur de rugby à XV français - 27 mai : décès à 86 de Pierre Bessot, joueur de rugby à XV français |  | - 9 juin : décès à 75 ans de Claude Dufau, joueur puis entraîneur de rugby à XV français - 26 juin : décès à 63 ans de Marcelo Campo, international argentin (14 sélections). |